# When the Saints Go Marching In
"When the Saints Go Marching In" (a veces traducida como "Cuando los Santos vienen marchando" o "La marcha de los Santos"), o simplemente los "The Saints" ("Los Santos"), es un himno góspel estadounidense que toma elementos de música folklórica. Su origen exacto es desconocido, y si bien es música espiritual hoy día es tocada por bandas de jazz.

## Uso

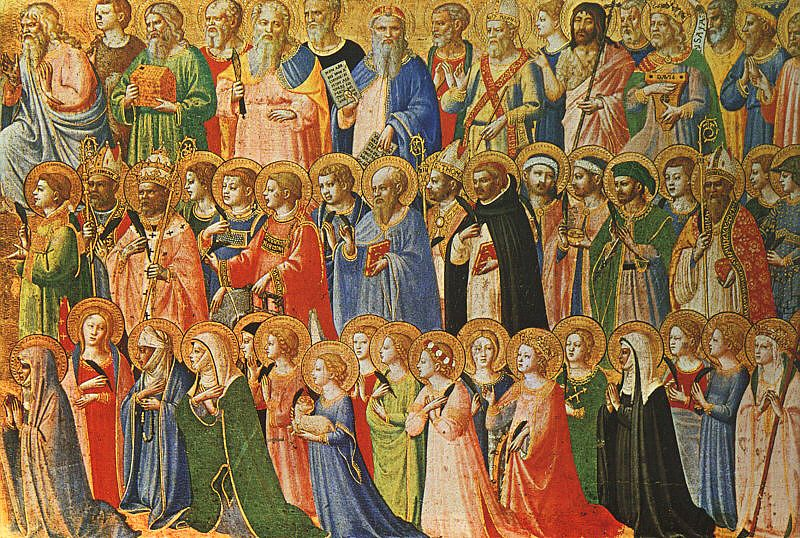
Cuadro de Fra Angelico,

Es usada como marcha funeral en la tradición de Nueva Orleans, Louisiana, llamándola el "jazz funeral", en las procesiones que llevan el ataúd al cementerio a manera de canto fúnebre. Actualmente es raro escucharla como música religiosa y más bien como canción popular irreverente relacionada con el “dixie”. También es utilizado como himno futbolístico por varios clubes de Europa.

## Letra
Hay muchas variantes y no existe una versión “oficial”, aunque una versión “estándar” en inglés es la siguiente:
| Versión original en inglés | Traducción al español |
| --- | --- |
| We are trav'ling in the footsteps Of those who've gone before, And we'll all be reunited, On a new and sunlit shore, Oh, when the saints go marching in Lord, how I want to be in that number When the saints go marching in And when the sun refuse to shine Lord, how I want to be in that number When the sun refuse to shine And when the moon turns red with blood Lord, how I want to be in that number When the moon turns red with blood Oh, when the trumpet sounds its call Lord, how I want to be in that number When the trumpet sounds its call Some say this world of trouble, Is the only one we need, But I'm waiting for that morning, When the new world is revealed. Oh When the new world is revealed Lord, how I want to be in that number When the new world is revealed Oh, when the saints go marching in Lord, how I want to be in that number When the saints go marching in | Estamos siguiendo los pasos De aquellos que han ido antes, Y todos nos reuniremos, En una nueva y soleada orilla, Oh, cuando entren los santos En inglés la expresión es "go marching in" lo que quiere decir es que van marchando o caminando hacia el interior de algún sitio. Ese sitio sería el Cielo, lugar donde van las almas de los Santos tras morir según la fe cristiana.</ref> Oh, cuando los santos vienen marchando Señor, cómo quiero estar en ese número Cuando los santos vienen marchando Y cuando el sol se niegue a brillar Señor, cómo quiero estar en ese número Cuando el sol se niegue a brillar Y cuando la luna se ponga roja de sangre Señor, cómo quiero estar en ese número Cuando la luna se ponga roja de sangre Oh, cuando la trompeta haga sonar su llamada Señor, cómo quisiera estar en ese número Cuando el nuevo mundo sea revelado Algunos dicen que este mundo de problemas, Es el único que necesitamos Pero estoy esperando esa mañana, Cuando el nuevo mundo se revele. Oh cuando el nuevo mundo sea revelado Señor, cómo quisiera estar en ese número Cuando el nuevo mundo sea revelado Oh, cuando los santos vienen marchando Señor, cómo quisiera estar en ese número Cuando los santos vienen marchando |

Las dos primeras palabras de la tercera línea ("Lord, how") a veces es sustituida por "Oh, Lord" o "Lord, Lord."
Una versión “irreverente” de Nueva Orleans dice:
| Versión original en inglés                                                                                          | Traducción al español                                                                             |
| --- | ------------------------------------------------------------------------------------------------- |
| I used to have a playmate Who would walk and talk with me But since she got religion She has turned her back on me. | Tenía una compañera que iba y hablaba conmigo Pero desde que tiene religión me ha dado la espalda |

Otros arreglos se hacen a manera de llamada y respuesta:
Call: Oh when the Saints
Response: Oh when the Saints!

## Análisis de la letra
Es de tipo apocalíptico, basada en el Apocalipsis, excluyendo referencias al juicio final; Los versos referentes al sol y la luna se refieren a los eclipses respectivos; la trompeta (del Arcángel Gabriel) es el anuncio del juicio. El himno expresa el deseo de ir al cielo, retratando a los santos marchando a través de la Puerta de la Perla, por lo que su uso para los funerales se considera apropiada.

## Versiones
Ha sido interpretada por varios artistas en diferentes estilos.

### Himno religioso
- Sleepy John Estes.[5]
- Elvis Presley en "Peace in the Valley: The Complete Gospel Recordings." Sony BMG/Elvis Music[6]

### Letra tradicional
- Louis Armstrong.
- Fats Domino.
- Judy Garland.
- Elvis Presley en la película Frankie and Johnny.
- Jerry Lee Lewis
- Tony Sheridan (con Los Beatles, entonces músicos desconocidos).
- The Weavers (1956).
- The Kingston Trio (1958).
- Tears For Fears.
- Bruce Springsteen with The Seeger Sessions Band Tour en sus shows.
- Dolly Parton en un popurrí.
- Hal Linden y Dr. Teeth and the Electric Mayhem en The Muppet Show.[7]
- B.B. King
- Golden Gate Quartet.

### Español
- Bill Haley & His Comets como "The Saints Rock and Roll", aunque en México la grabó con el título “La Marcha de los Santos” (mencionada en la introducción de la misma), quitándole mucho de su sabor religioso ("When that rhythm starts to go/I want to be in that number/When that rhythm starts to go.").
- Abrasive Wheels como "When the punks go marching in", en su álbum debut del mismo nombre en 1982.
- Condemned 84 como "Boots go marching in" en 1989.
- Timbersound's en su álbum "Solve et Coagula".
- Louis Armstrong y Danny Kaye en una versión cómica en la película de 1959 The Five Pennies.
- Woody Guthrie como "When The Yanks Go Marching In" en 1943.
- Aaron Neville en 1983, como Sal y Steve Monistere y Carlo Nuccio.[8]
- Henry cy Boris Vian como "Oh ! Quand les saints".
- Dionysos y Arthur H en 2007.

### Sin letra
- Una versión adaptada para el drama legal The Law and Mr. Jones protagonizado por James Whitmore (1960-1962).[9]
- Big Chief Jazzband en Oslo en 1953.
- Johnny and the Hurricanes como “Revival”.[10]
- Como huevo de Pascua (virtual)en el juego Star Fox para SNES.
- Como techno remix "Saints Go Marching" en Dance Dance Revolution.
- Como la canción del carro alegórico en el juego Left 4 Dead 2 en la campaña "La Parroquia" en el cuarto capítulo "El barrio Frances"

### En otros idiomas
- Los Camisas Negras (en español).
- Los Sinners (en español).